# Feminismo de género

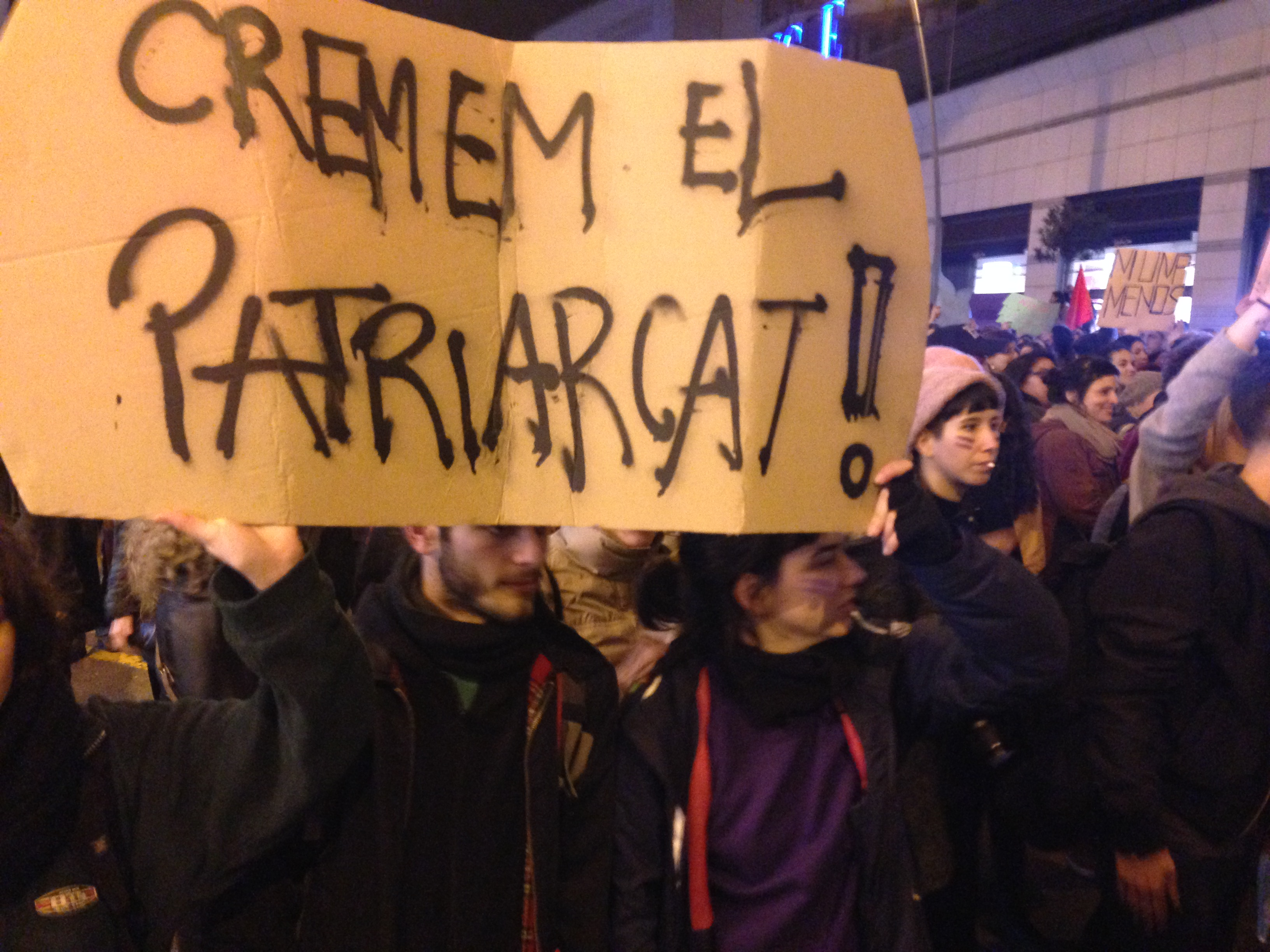
Manifestante sosteniendo un cartel que dice «¡Incineremos al patriarcado!» en una marcha del Dia Internacional de la Mujer en 2017.

El feminismo de género es una corriente feminista basada en la teoría de que las diferencias de género son construcciones sociales. Si bien el término había sido escasamente usado con anterioridad, se considera que la filósofa Christina Hoff Sommers acuñó y definió el concepto en su libro  Who Stole Feminism?: How Women Have Betrayed Women (1994).

## Historia
Antes de que comenzara a usarse el término «feminismo de género», Gayle Rubin publicó un ensayo titulado «El tráfico de mujeres: notas sobre la "economía política" del sexo» (1975), donde definió el concepto «sistema de sexo/ género», como «el conjunto de acuerdos mediante los cuales una sociedad transforma la sexualidad biológica en productos de la actividad humana y en el que estas necesidades sexuales transformadas se satisfacen».
Ese mismo año Sandra Lee Bartky, miembro fundador de la Sociedad de Mujeres en Filosofía, escribió el ensayo «Toward a phenomenology of feminist consciousness» (Hacia una fenomenología de la conciencia feminista),  en el que decía: «Las mujeres han lamentado mucho su condición, pero un lamento, puro y simple, no tiene que ser una expresión de la conciencia feminista. En tanto que su situación sea entendida como natural, inevitable e irremediable, la conciencia de sí mismas de las mujeres, no importa cuán vivas estén para insultar, todavía no es conciencia feminista [...] El verdadero significado de lo que la feminista entiende, está iluminado por la luz de lo que debería ser».
La filósofa Alison Jaggar escribió en 1983 sobre la necesidad de buscar un nuevo nombre para la dirección que estaba tomando el feminismo socialista. «El feminismo socialista», dijo, «ha indicado un nuevo dominio para la economía política, ha identificado las preguntas que debe formular la teoría política feminista y ha mostrado el tipo de respuestas aceptables. Sin embargo, el feminismo socialista todavía no ha proporcionado las respuestas, en parte debido a la continua incertidumbre acerca de cómo debería conceptualizarse el dominio redefinido de la economía política».
A fines de los años ochenta, la filósofa Christina Hoff Sommers criticó el intento de incrementar la cantidad de filosofía feminista que se enseñaba haciendo referencia a lo que ella llamó el «feminismo académico». El término feminismo de género fue utilizado por primera vez por la revista New York a principios de los años noventa. Sommers usó el término en 1994, para criticar a Rubin, Bartky, Jaggar y otras feministas en su libro, Who Stole Feminism?: How Women Have Betrayed Women (¿Quién robo el feminismo?: Cómo las mujeres han traicionado a las mujeres).

El feminismo estadounidense actualmente está dominado por un grupo de mujeres que persuaden al público de que las mujeres estadounidenses no son las criaturas libres que pensamos que somos [...] Las feministas que sostienen esta visión divisiva de nuestra realidad social y política creen que estamos en una guerra de género y están ansiosas por diseminar historias de atrocidades que están diseñadas para alertar a las mujeres sobre su difícil situación. Las «feministas de género» (como las llamaré) creen que todas nuestras instituciones, desde el estado hasta la familia y hasta las escuelas primarias, perpetúan el dominio masculino. Al creer que las mujeres están virtualmente bajo asedio, las feministas de género naturalmente buscan reclutas para su lado de la guerra de género. Ellas buscan apoyo. Ellas buscan reivindicación. Ellas buscan municiones.
 Christina Hoff Sommers, Who Stole Feminism? (1994)

La filósofa Alison Jaggar trató a Sommers de retrógrada, diciendo que antes de la publicación de Who Stole Feminism?, «Sommers estaba estableciendo su reputación como defensora de los valores familiares tradicionales contra aquellos a los que llamaba "feministas de género" radicales, un término que inventó (en su libro) para referirse a cualquier feminista que hubiera ido más allá de las ideas del filósofo del siglo XIX John Stuart Mill».
El uso posterior del término por otros teóricos que hacían referencia al trabajo de Sommers en la década de 1990, amplió su uso como término peyorativo.

## Caracterización
Se ha descrito que el feminismo de género afirma que las diferencias psicológicas entre los sexos tienen poco o nada que ver con la evolución, sino que son exclusivamente una construcción social. Diferentes teóricos han aplicado connotaciones negativas y positivas al feminismo de género.

### Partidarios del feminismo de género
Nussbaum

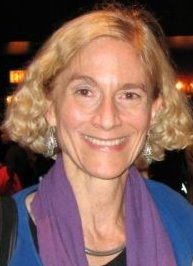
Martha Nussbaum en 2006

La filósofa Martha Nussbaum plantea una serie de preguntas al considerar el futuro del feminismo en Estados Unidos:
- ¿De qué tienen que quejarse las mujeres estadounidenses?

- ¿El pensamiento de las feministas radicales ha hecho una contribución positiva a la justicia social y al bienestar de las mujeres estadounidenses?

- ¿Afirma la feminista común que las preferencias y los deseos de muchas mujeres están distorsionados por un legado de injusticia que supone una amenaza para la democracia?[17]

Comparando las ventajas que las mujeres estadounidenses tienen con las mujeres de los países en desarrollo, Nussbaum afirma que Sommers parece pensar que las mujeres no tienen quejas urgentes sobre las que hay que ejercer presión y es crítica con ella por no decir lo que piensa sobre «[los] progresos legales destinados a asegurar la plena igualdad social para las mujeres [...] [como las] leyes contra el acoso sexual y la violación conyugal». Al no declarar sus puntos de vista, Nussbaum afirma que, «es difícil decir qué tan cerca está realmente de las "bases de simpatizantes" que ella dice representar».

Una feminista de género, para Sommers, es cualquier pensadora que cree que (1) el sufragio femenino no eliminó una asimetría sistémica de poder entre mujeres y hombres en nuestra sociedad y/o (2) que las preferencias existentes de mujeres y hombres en nuestra sociedad con respecto a las cuestiones de género pueden ser corrompidos por fuerzas sociales y no siempre son bases confiables para la formación de políticas sociales [...] básicamente esta definición no es útil para clasificar feministas en dos categorías ["feministas de género" y "feminismo de la igualdad"] porque se ajusta a casi todos los pensadores sociales contemporáneos en pensamiento político y económico.
 Martha Nussbaum, Sex and Social Justice (1999)

Sin embargo, Nussbaum afirma que todo esto ofrece una manera de reformular su conjunto original de preguntas sobre el futuro del feminismo en Estados Unidos:
- ¿Las mujeres estadounidenses tienen quejas que no han sido abordadas adecuadamente en la agenda del «feminismo de la igualdad»? En otras palabras, ¿tienen buenas razones para convertirse en «feministas de género»?

- ¿El ideario de las pensadoras feministas radicales hace una contribución valiosa en el abordaje de estas quejas?

- ¿Los puntos de vista de estas «pensadoras feministas de género» sobre las preferencias y los deseos representan una amenaza para la democracia?

A las dos primeras preguntas Nussbaum responde con un «sí» y la tercera con un «no».
Otros defensores
La mayoría de las feministas han rechazado las declaraciones de Sommers. Han afirmado que el concepto de feminismo de género de Sommers es meramente un hombre de paja.: 229, 241  Afirman que muchos feminismos y autores feministas agrupados por Sommers son incompatibles en sus supuestos filosóficos básicos.: 229  Victoria Davion afirmó que nadie cree en el feminismo de género como Sommers lo define, con base en su incoherencia conceptual.: 229  Concretamente, tanto Alison Jaggar como Marilyn Friedman afirmaron que Sommers tergiversó severamente sus puntos de vista.

### Opositores del feminismo de género
Sommers

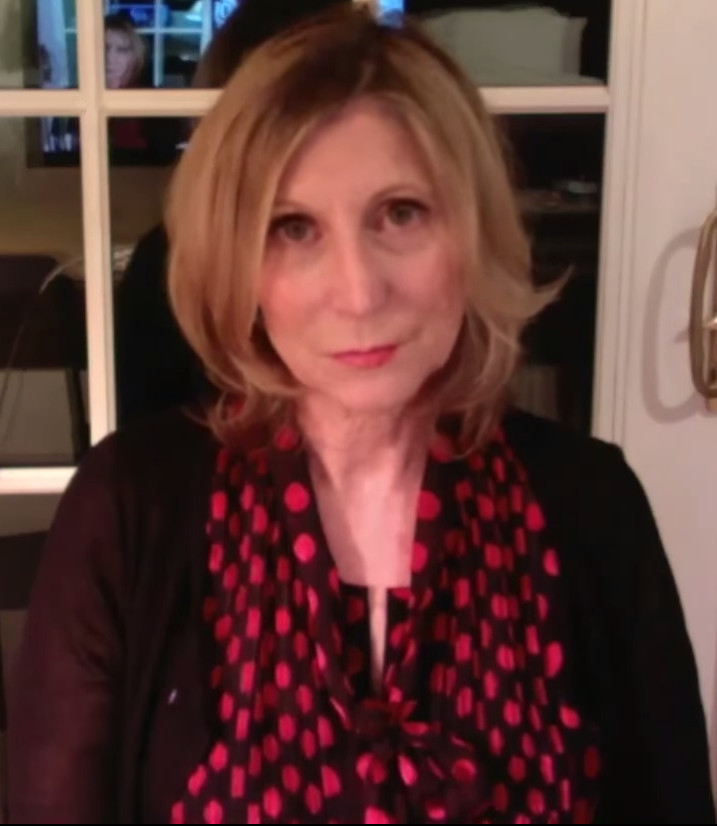
Christina Hoff Sommers en 2016

Sommers respalda el feminismo de la igualdad que equipara con el feminismo de la primera ola, enraizado en la filosofía del liberalismo. Distingue esta perspectiva del feminismo de la segunda ola o feminismo de género, que según ella considera a todas las mujeres oprimidas por un sistema de patriarcal que lo abarca todo.: 22  Describe además a las feministas de género como defensoras del feminismo de la diferencia, citando autores que afirman que los estándares para el buen arte tienen género.: 64  Para Sommers, el feminismo político o de género está en oposición al feminismo individualista.
McElroy
Wendy McElroy también define el feminismo de género o político en oposición al feminismo individualista, y como sinónimo del feminismo radical. McElroy delinea el feminismo de género como arraigado en el construccionismo social. Describe que las feministas de género parecen reivindicar que las mujeres carecen de voluntad y están definidas únicamente por las instituciones sociales que habitan, incapaces de tomar decisiones libres. En consecuencia, explica la agenda feminista de género como la destrucción o transformación de las instituciones sociales. McElroy rechaza estos puntos de vista que tienen la intención de ignorar las elecciones libres de las mujeres para apoyar las instituciones existentes y oponerse al feminismo de género.: 29 
Pinker
Steven Pinker, en su libro The Blank Slate: The Modern Denial of Human Nature, profundizando en la dicotomía que establece Hoff Sommers, afirma que el feminismo de género está aliado con el marxismo, el posmodernismo y el construccionismo social, y como tal se basa en tres afirmaciones: las diferencias de género son de manera estricta socialmente construidas y no tienen una base biológica, el comportamiento humano está diseñado con el único propósito del deseo de poder y las interacciones humanas se comprenden mejor no desde la psicología individual sino desde los objetivos de los grupos en respondiendo a otros grupos.: 341–342  Pinker respalda el contraste de Hoff Sommers entre el feminismo de género y el feminismo de la igualdad y considera que este último hace un reclamo moral a favor de la igualdad legal y social sin hacer afirmaciones particulares sobre el comportamiento humano o la biología. Considera el feminismo de la diferencia como una rama del feminismo de género.: 343 

#### Paglia
Camille Paglia ha enfatizado en la ideología del victimismo que sostiene al feminismo de género, que tiende a interpretaciones opresivas de la realidad. Paglia admira profundamente a las mujeres emancipadas de los años 20 y 30 del siglo XX, “porque no atacaban a los hombres, no los insultaban, no los consideraban el origen de todos sus problemas, mientras que hoy las feministas culpan de todo a los hombres”.

#### Fiamengo
Janice Fiamengo también señala cómo las teorías de género se convierten en una teoría de la opresión machista donde los sentimientos de agravio son más importantes que la realidad objetiva o la búsqueda de la verdad.

#### Peterson
Jordan Peterson considera que las normas y políticas que se derivan de las teorías de género son propias de sistemas políticos totalitarios. Como profesor universitario, Peterson se negó a cumplir la Ley C-16 canadiense que obliga virtualmente a todos los ciudadanos a hablar con pronombres neutros cuando se dirigen a personas transexuales.

### Relación con otras formas de feminismo
El feminismo de género se ha utilizado para distinguir entre el feminismo radical y el feminismo liberal. También se ha usado en relación con los argumentos de algunas feministas según las cuales toda cognición tiene un género y que todo conocimiento tiene un género.